# 鷹巣城 (越前国)
鷹巣城（たかすじょう）、は、福井県福井市高須町にあった南北朝時代の日本の城。別名高須城または高栖城。北朝方の斯波高経と南朝方の脇屋義助らによる越前をめぐる争乱で、南朝方最後の拠点となった。

## 概要
福井平野の西側に位置する丹生山地北部にある、標高438メートルの高須山山頂に築かれた山城である。遺跡としての名称は「高須城跡」となっている。山頂の城跡には、2段に別れた曲輪のほか腰曲輪や帯曲輪、竪堀、空堀が残る。また1922年（大正11年）に建てられた杉田定一の揮毫による城跡碑がある。

## 鷹巣城をめぐる戦い
延元3年/暦応元年（1338年）の新田義貞の戦死後も南朝方は脇屋義助が主将となり抵抗を続け、黒丸城を攻略して一時優勢となったが、興国元年/暦応3年（1340年）8月に黒丸城を奪還され、興国2年/暦応4年（1341年）6月には杣山城を落とされて劣勢となった。脇屋義助は美濃に逃れ、越前国内で南朝方が保持している拠点は畑時能が立て籠る鷹巣城のみとなった。
なお、北朝方による黒丸城奪還から杣山城陥落に至るまでの経過は、軍記物『太平記』（古本系）では第22巻が欠巻しているため詳細に描かれておらず（近世の『太平記』流布本などでは第23巻以降の記事を一部繰り上げることで22巻を構成している）、第23巻は畑時能の鷹巣城における戦闘の様子から始まる。
また『太平記』22巻に描かれたであろう時期（黒丸城奪還～杣山城陥落）の動向は、一連の戦いに参加した北朝方の能登国の国人・得江頼員が残した軍忠状（『得江文書』）などから復元されている。
『得江文書』によると畑時能は、興国元年/暦応3年（1340年）に一時降服したことが記されているが、その後再起したらしく興国2年/暦応4年（1341年）に新田氏一族の一井氏政とともに鷹巣城に籠り、城を包囲した斯波高経軍に対し頑強な抵抗を続けた。なおこの時、7月の戦闘に参加した得江頼員は足に矢を受け負傷している。
しかし10月末、防戦に決着をつけようと決意した時能は、一井氏政の部隊を城に残し、自軍は城を出て伊知地山（勝山市）に陣を取り斯波勢と激戦を繰り広げた。時能は僅かな手勢で大軍の斯波勢を撤退させることに成功したが、肩に受けた矢が致命傷となり、3日後に死亡、同時期に鷹巣城も陥落し、南朝方の越前の拠点は一掃された。